# Tanyproctus turanicus
Tanyproctus turanicus är en skalbaggsart som beskrevs av Edmund Reitter 1900. Tanyproctus turanicus ingår i släktet Tanyproctus och familjen Melolonthidae. Inga underarter finns listade i Catalogue of Life.